# باربرا جونثاليث
باربرا جونثاليث (بالإسبانية: Bárbara González)‏ لاعبة جمباز سابقة ولدت في بامبلونا 15 يناير 1985، وقد شاركت كلاعبة منافسة في الجمباز الايقاعى في فئة مجموعات في اولومبيات اتينا 2004 وبكين 2008، كما انها حصلت على عدة ميداليات في الاختبارات لكاس العالم ومسابقات دولية أخرى. وقد اختيرت أيضا بربارا لفتاة مرتينى 2013 وهي اخت لاعبة الجمباز السابقة «لارا جونثاليث» وقد ظلت في المنتخب الوطنى سبع سنوات وتسعة اشه

## بدايتها
بدات باربرا ممارسة الجمباز الايقاعى كجزء من الانشطة المدرسية الصيفية ولكنها بعد ذلك بدات ممارسة الجودو والتزلج.. وبعد فترة وجيزة في التاسعة من عمرها وعلى خطى شقيقتها «لارا» انضمت لنادى بامبلونا للسباحة وقد تركت النادى في الخامسة عشر من عمرها لانها طلبت من قبل المنتخب الوطني. وفي يناير 2001 زعمت باربرا انها انضمت لتشكل جزء من المنتخب الوطنى للجمباز في فئة مجموعات. وكانت تتمرن بمعدل 8 ساعات يوميافى مركز الاداء العالى في مدريد وذلك تحت اشراف نينا فيتريشينكو وهي المربية الأولى لها، ومنذ شهر أكتوبر لعام 2001 كانت «روسا مينور» هي التي تقوم بتدريبها وعام 2004 تولت هذة المهمة «اننا بارافونا»

## روابط خارجية
- باربرا جونثاليث على موقع IMDb (الإنجليزية)
- باربرا جونثاليث على موقع الاتحاد الدولي للجمباز (biography) (الإنجليزية)
- باربرا جونثاليث على موقع اللجنة الأولمبية الدولية (الإنجليزية)
- باربرا جونثاليث على موقع أوليمبيديا (الإنجليزية)
- باربرا جونثاليث على موقع اللجنة الأولمبية الإسبانية (الإسبانية)